# Bartolomeo Fernandes
Bartolomeo Fernandes (Lisbona, 3 maggio 1514 – Viana do Castelo, 16 luglio 1590) è stato un arcivescovo cattolico portoghese.
È stato proclamato santo da papa Francesco nel 2019.
L'appellativo "dei Martiri" ricorda la chiesa di Santa Maria dei Martiri dove fu battezzato e sostituì quello di Vale adottato in memoria del nonno.

## Biografia
Bartolomeo Fernandes ricevette l'abito domenicano l'11 novembre 1528 e compì il noviziato nel convento della città natale, concludendo gli studi filosofici e teologici nel 1538. Passò alla docenza nei conventi di Lisbona, da Batalha e Èvorà (1538-1557); divenne quindi priore del convento di Benefica a Lisbona (1557-1558).
La regina del Portogallo, Caterina, lo designò a succedere all'arcivescovo di Braga, il carmelitano Baltesar Limpo e venne confermato da papa Paolo IV con la bolla "Gratiae divinae praemium" datata 27 gennaio 1559. L'ordinazione episcopale gli venne conferita il 3 settembre nella chiesa di San Domenico a Lisbona dal vescovo di Coimbra João Soares. Aveva accettato la carica per ubbidienza al suo priore provinciale, il venerabile Luigi di Granata, il quale, designato in un primo tempo dalla regina, l'aveva invece consigliata di presentare il suo confratello.
Il 4 ottobre 1559 inaugurò nella vastissima arcidiocesi la sua missione apostolica, che si fece molteplice, con visite pastorali, impegno per l'evangelizzazione del popolo e composizione di opere dottrinali: redasse a questo scopo un "Catechismo o dottrina cristiana e pratiche spirituali (15ª edizione nel 1962). Ebbe sollecitudine per l'educazione e la santificazione del clero, con l'istituzione di scuole di teologia morale in molti luoghi della diocesi e la composizione di opere dottrinali.
La sua produzione letteraria conta trentadue opere, tra le quali lo "Stimulus Pastorum" (22 edizioni), offerto ai padri partecipanti ai concili Vaticano I e II.
Nel 1560 affidò ai Gesuiti gli studi pubblici favorendo l'istituzione del collegio di San Paolo. Dal 1561 al 1563 prese parte al concilio di Trento, presentando 268 petizioni, sintesi di interpellanze per la riforma della Chiesa. Per attuare le disposizioni del concilio, organizzò nel 1564 un sinodo diocesano, seguito nel 1566 da un sinodo provinciale. Nel 1570 si impegnò perché il rito di Braga non fosse abrogato e, anche grazie al suo interessamento, la bolla Quo primum di papa Pio V che promulga il Messale romano, ammette i riti che avessero più di duecento anni di antichità. Nel 1571 iniziò la costruzione del "Seminario conciliare" in Campo Vinha.
Il 6 novembre 1581 rinunciò all'ufficio di arcivescovo e si ritirò nel convento domenicano di Viana do Castelo, sorto per sua iniziativa nel 1561, per dedicarsi agli studi ecclesiastici.
Alla sua morte, il 16 luglio 1590, venne acclamato dal popolo con l'appellativo di "arcivescovo santo, padre dei poveri e degli infermi". Il suo sepolcro è venerato nell'antica chiesa della Santa Croce.

## Il culto
Dichiarato venerabile da papa Gregorio XVI il 23 marzo 1845, papa Giovanni Paolo II il 7 luglio 2001 riconobbe il miracolo proposto per la beatificazione, celebrata il 4 novembre.
Nel 2019 è stato esteso il suo culto alla Chiesa universale da papa Francesco e così è diventato santo per equipollenza.
La memoria liturgica è il 16 luglio.

## Genealogia episcopale
La genealogia episcopale è:
- Vescovo João Soares, O.E.S.A.
- Arcivescovo Bartolomeo Fernandes, O.P.